# Вдовичине (Богодухівський район)
Вдови́чине — село в Україні, у Коломацькій селищній громаді Богодухівського району Харківської області. Населення становить 11 осіб. До 2017 орган місцевого самоврядування — Різуненківська сільська рада.

## Географія
Село Вдовичине знаходиться на правому березі річки Коломак, вище за течією на відстані 1 км розташоване село Гуртовівка, нижче за течією примикає село Гришкове, на протилежному березі розташоване село Різуненкове.

## Історія
12 червня 2020 року, розпорядженням Кабінету Міністрів України № 725-р «Про визначення адміністративних центрів та затвердження територій територіальних громад Харківської області», увійшло до складу Коломацької селищної громади.
19 липня 2020 року, в результаті адміністративно-територіальної реформи і ліквідації Коломацького району, село увійшло до складу Богодухівського району.